# إسناد خطي

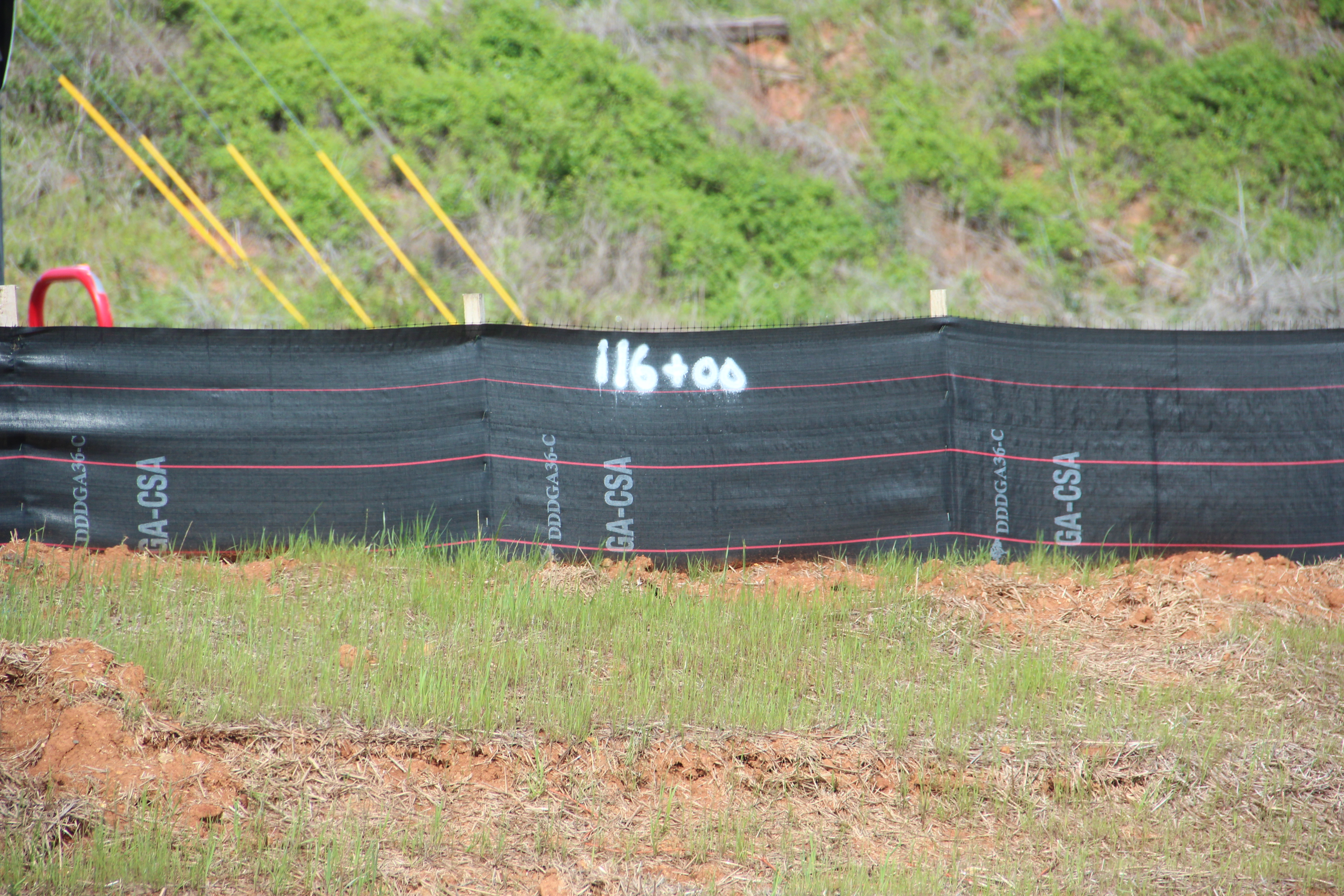

الإسناد الخطي (ويُطلق عليه أيضًا النظام المرجعي الخطي أو نظام الإسناد الخطي أو اختصارًا LRS) هو نظام مرجعي حيث يتم تحديد مواقع المَعالم فيه عن طريق قياسٍ نسبي على طول عنصر خطي، على سبيل المثال علامة المسافات على طول طريق. ويتحدد كل مَعلَم إما عن طريق نقطة (معروفة باسم "نقطة المسافات") أو خط ("قطاع")، وتم تصميم هذا النظام بحيث لو تغير قطاعٌ من طريق ففي هذه الحالة لا يتطلب الأمر سوى تحديث نقاط المسافات على القطاع المتغير.
ويعد الإسناد الخطي ملائمًا لإدارة البيانات ذات الصلة بالمعالم الخطية مثل الطرق والسكك الحديدية وخطوط أنابيب نقل النفط والغاز وخطوط نقل البيانات والطاقة والأنهار.
ويعمل نظام تحديد موقع معالم خطوط الأنابيب وخصائصها من خلال قياس المسافة من بداية خط الأنابيب، وفيما يلي مثال على عنوان مرجعي خطي: محطة هندسية 1145 + 86 على ألفا خط أنابيب = 114,586 قدم من بداية خط الأنابيب. وعند تغيير خط السير، قد لا يكون التثبيت التراكمي هو نفس التثبيت الهندسي، بسبب وجود خط الأنابيب الإضافي. ويوفر الإسناد الخطي حلاً لهذه المشكلة.

## النظم الأساسية المدعومة
يتيمز الإسناد المرجعي على سبيل المثال بدعم العديد من برامج نظام المعلومات الجغرافي, وتشمل:
- GE Global Transmission Office[1]
- ArcGIS[2]
- GEOMAP GIS[3]
- PostGIS[1]
- Mapinfo[4]